# Aussichtsturm Faux d’Enson
Der Aussichtsturm Faux d’Enson befindet sich auf dem höchsten Punkt des gleichnamigen Berges in der Gemeinde Haute-Ajoie, südlich von Roche-d’Or, im Kanton Jura.

## Entstehung
1927 wurde der Aussichtsturm auf dem Faux d’Enson beim Triangulationspunkt erstellt. 1962 und 1989 wurde der Turm renoviert.

## Situation
Der aus Beton erstellte Turm ist 10 Meter hoch. 39 Treppenstufen führen zur Aussichtsplattform in 8,5 Meter Höhe.
Von der Plattform aus bietet sich eine Aussicht über die diversen Hügel des Juras bis zu den Berner Alpen.
Von Roche-d’Or erreicht man den Aussichtsturm in ca. 10 Minuten.

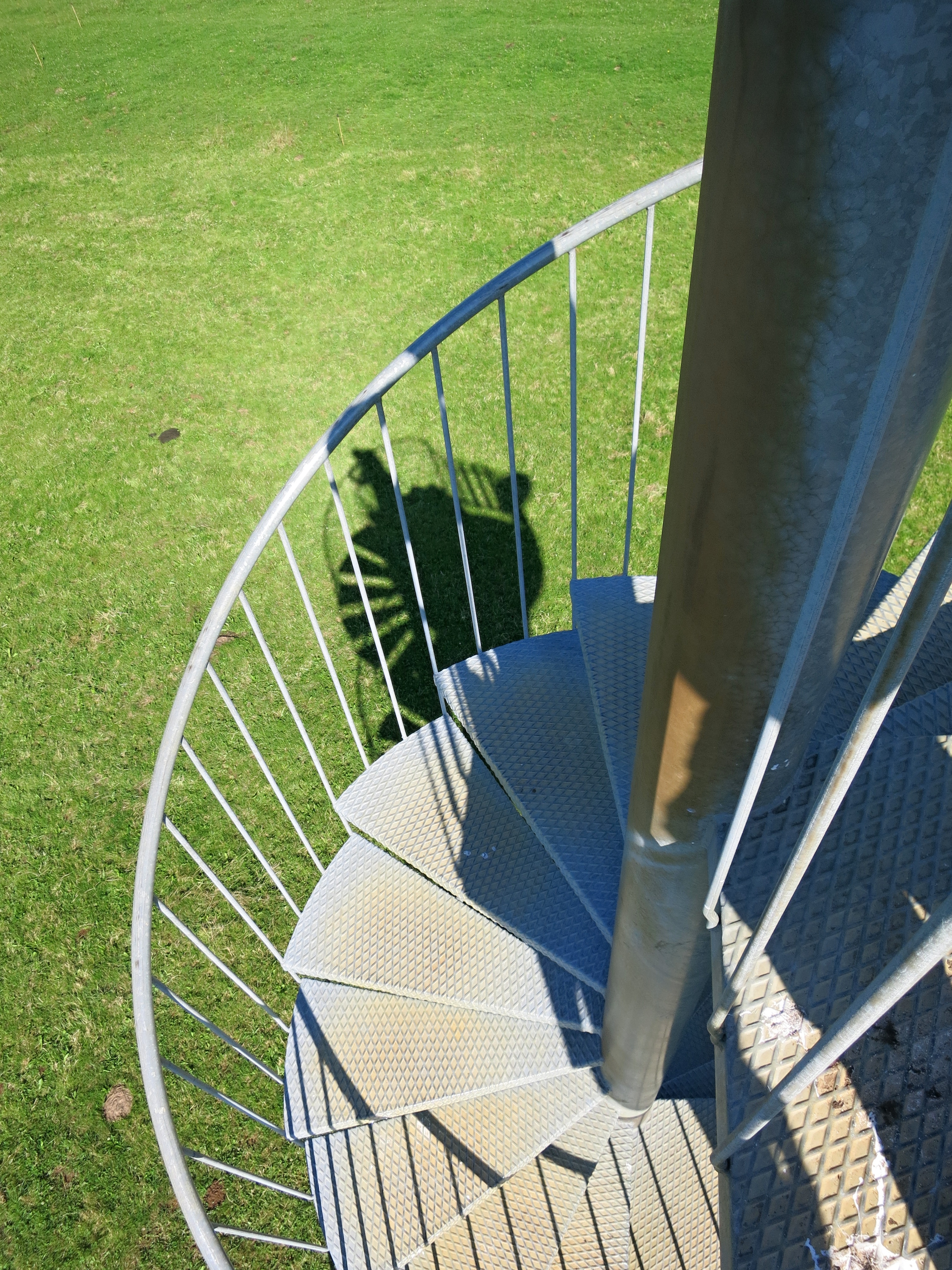
Treppen
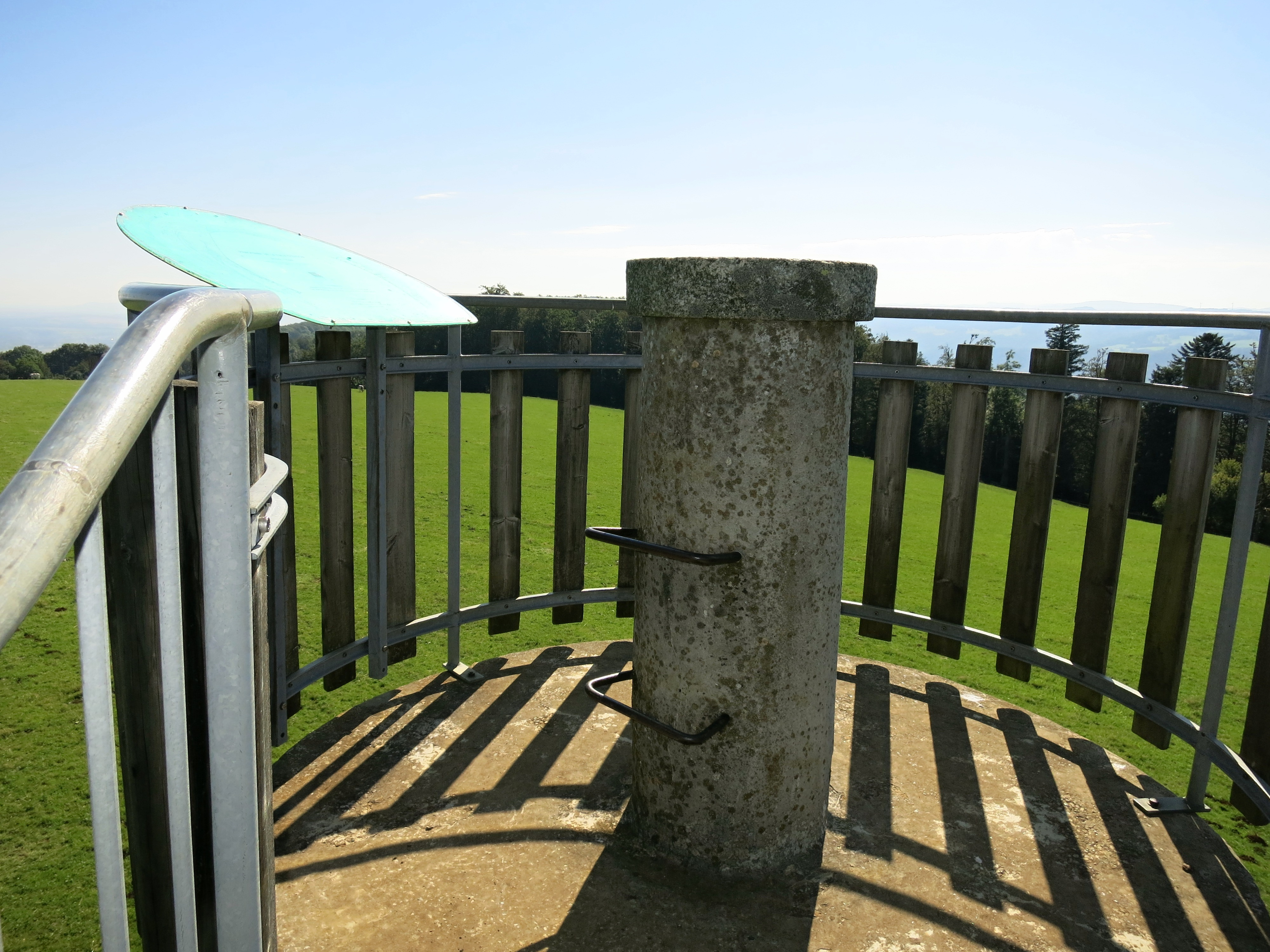
Aussichtsplattform

## Karte
- Landeskarte 1:25'000 Blatt 1084 Damvant[1]